# Kudlichdenkmal
Kudlichdenkmäler wurden zu Ehren von Hans Kudlich, Abgeordneter des Österreichischen Reichstages von 1848, in zahlreichen Orten in der Tschechoslowakei und Österreich errichtet. Als Abgeordneter war Kudlich maßgeblich an dem Beschluss vom 7. September 1848 zur Abschaffung der Erbuntertänigkeit und der Frondienste der Bauern in Österreich beteiligt.
Die Leibeigenschaft war bereits 1781 durch das Untertanenpatent unter Joseph II. aufgehoben worden, siehe Josephinismus.

## Entstehung

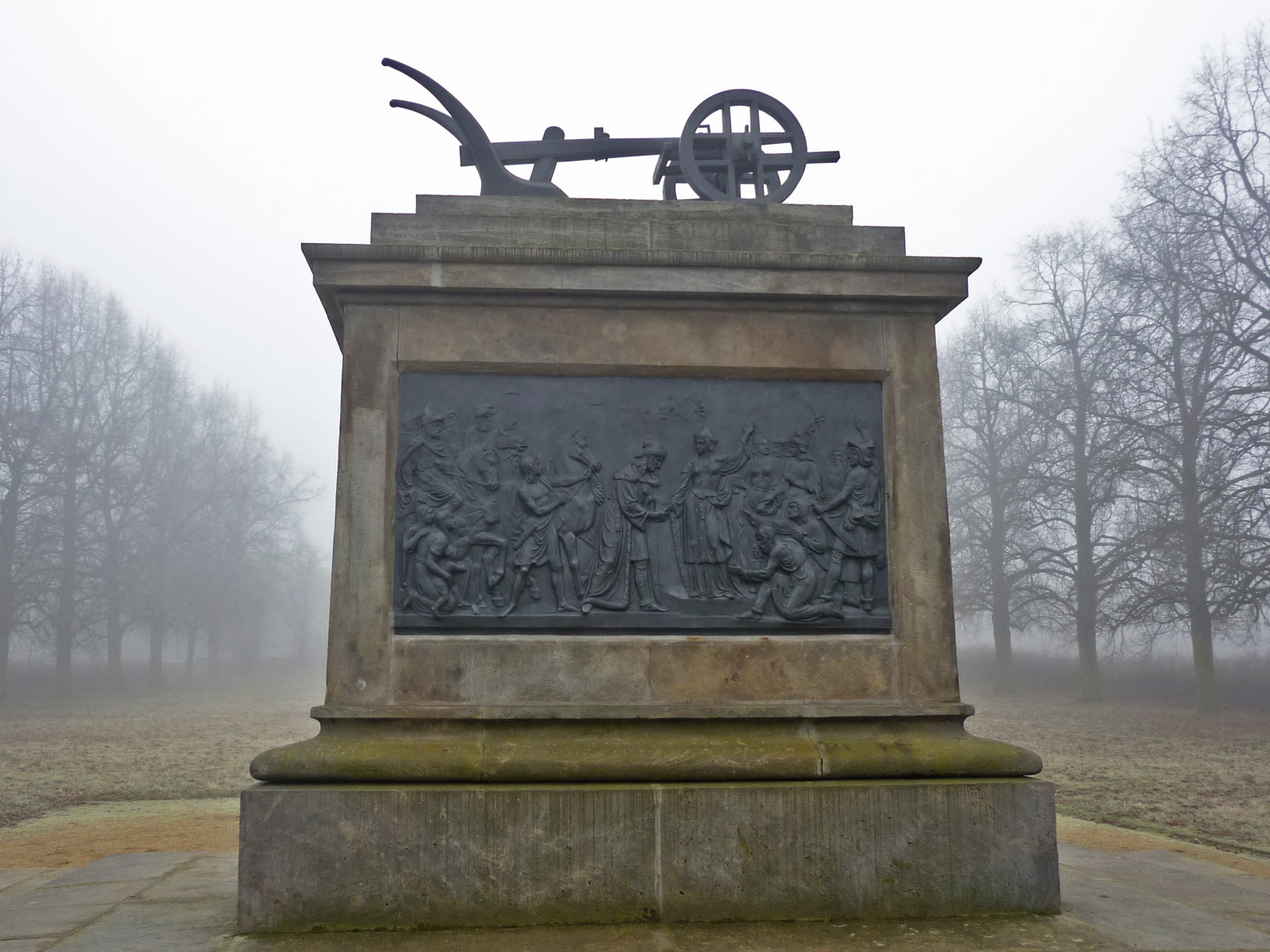
Denkmal für Přemysl den Pflüger bei Staditz

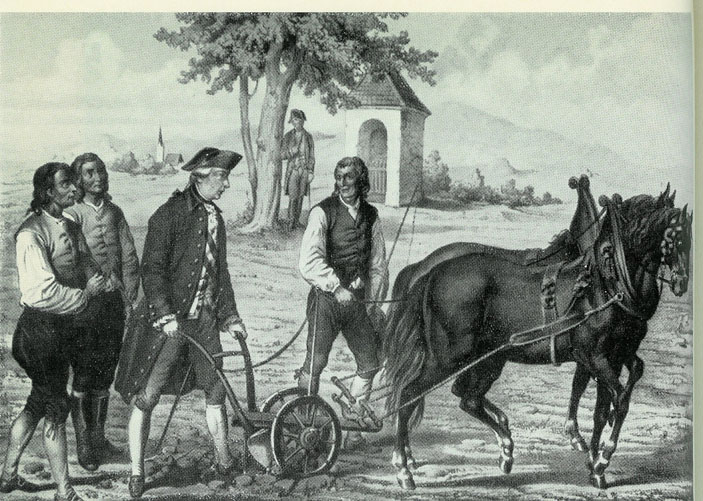
Legendärer Furchenzug von Kaiser Joseph II. in Slawikowitz

Vor dem Ersten Weltkrieg gab es in Böhmen nur wenige Kudlichdenkmäler, z. B. in Teplitz und Losdorf. Die meisten Denkmäler sind erst nach 1923 durch die Umwidmung von Kaiser-Joseph-II.-Denkmälern entstanden.
In der Tschechoslowakei wurden nach dem „Gesetz zum Schutz der Republik vom 19. März 1923“ (Zákon na ochranu republiky č. 50/1923, § 26) alle Denkmäler, Inschriften, Büsten, Tafeln, Bilder und Wappen, die an Mitglieder der Dynastien erinnerten, die in Österreich, Ungarn, Österreich-Ungarn oder im Deutschen Reich geherrscht hatten, als staatsfeindlich bezeichnet und mussten entfernt werden. Dieses Gesetz trat am 1. Mai 1923 in Kraft. Nach der Entfernung der Kaiser-Joseph-II.-Denkmäler wurden an deren Stelle meist Hans-Kudlich-Denkmäler oder Kriegerdenkmäler errichtet.
Viele Kudlichdenkmäler sind durch die Darstellung eines Pfluges auf einem Podest gekennzeichnet. Die Anwendung des Pflugmotivs könnte auf das Denkmal für Přemysl den Pflüger auf dem Königsfeld bei Staditz zurückgehen, dass Graf Nostitz 1841 hatte errichten lassen. Zum Vergleich wird hier das Denkmal für Přemysl den Pflüger auf dem Königsfeld bei Staditz gezeigt.
Wahrscheinlicher ist aber eine versteckte Anspielung auf Kaiser Joseph II., der wegen seines legendären Furchenzugs von Slawikowitz als „Joseph – der Pflüger“ in die Geschichte einging. Das Motiv des pflügenden Kaisers Joseph ist dabei vielfach Gegenstand künstlerischer Darstellungen gewesen.
Bei den nach 1990 neu bzw. wieder errichteten Denkmälern wurde meist ein Relief mit dem Kopf Hans Kudlichs verwendet.

## Liste der Kudlichdenkmäler

### Tschechien
- Kudlichdenkmal in Teplitz (Teplice)

im Ortsteil Neudörfel (Nova Ves) auf dem Wacholderberg / Jalovčiny (383 m),
errichtet 1888, 1987 entfernt und 1991 in der Nähe des alten Standortes wieder aufgestellt
- Kudlichdenkmal in Losdorf bei Tetschen (Ludvikovice),

errichtet 1893, erneuert 2002
- Kudlichdenkmal unweit des Ortes Kletschen (Kletečná) im Böhmischen Mittelgebirge
- Kudlichdenkmal in Lellowa (Lelov) bei Teplitz (Teplice)

errichtet als Josef II.-Denkmal; umgewidmet 1923
- Kudlichdenkmal in Auscha (Úštěk) auf dem Friedensplatz,

errichtet als Josef II.-Denkmal 1881, umgewidmet 1924; erneuert 2000
- Kudlichdenkmal in Hruschowan bei Komotau (Hrušovani),

errichtet als Josef II.-Denkmal; umgewidmet 1925; wiedererrichtet 2009
- Kudlichdenkmal in Rückersdorf bei Friedland (Dolní Řasnice),

errichtet als Franz Josef I.-Jubiläumsstein vor 1914; umgewidmet 1924, erneuert 2007
- Kudlichdenkmal in Bullendorf bei Friedland (Bulovka),

errichtet als Franz Josef I.-Jubiläumsstein 1908; umgewidmet zu einem Kudlichdenkmal 1924; umgewidmet für die Opfer des Kriegs 1945; erneuert 2006
- Dr. Hans-Kudlich-Warte mit Widmungsstein auf dem Legerberg (776 m, Složiště) im Duppauer Gebirge zwischen den ehemaligen Gemeinden Hermersdorf (Heřmanov), Totzau(Tocov) und Dreihäuser (Třídomí) nördlich von Duppau (Doupov), als Holzturm 1888 errichtet. Hier hatte Hans Kudlich im Jahre 1888 vor den Bauern aus den Bezirken Saaz und Karlsbad gesprochen. 1933 wurde der hölzerne Turm durch einen steinernen mit Schutzhaus ersetzt. Der Widmungsstein wurde im Jahre 2003 neu aufgestellt auf dem Winteritzer Berg (Vintířovský vrch) im „Lapidarium der verschwundenen Orte im Duppauer Gebirge“.[5][6]
- Dr. Hans-Kudlich-Warte in Karlsbad (1945 umbenannt)
- Kudlichdenkmal in Obersandau bei Eger (Horní Žandov),

errichtet 1935, erneuert 2007
- Kudlichdenkmal in Fürwitz bei Weseritz (Vrbice u Bezdružic)

errichtet 1925, erneuert 2009
- Kudlichdenkmal in Gibian bei Mies (Jivjany u Stříbra) – Gemeinde Groß Malowa (Velký Malahov)

errichtet 1931, erneuert 2007
- Kudlichdenkmal in Ober Paulowitz bei Hotzenplotz (Horní Povelice)

errichtet 1928, erneuert 2005
- Kudlichdenkmal in Reichenau an der Maltsch bei Kaplitz (Dolní Dvořiště – Rychnov nad Malší)

errichtet 1898
- Kudlichdenkmal in Wiese bei Jägerndorf (Zátor – Loučky)

errichtet 1923; erneuert 2006
- Kudlich-Eiche mit Gedenktafel in Friedersdorf bei Jägerndorf (Čaková),

errichtet 1908, erneuert 2005
(Quelle:)

### Österreich
- Kudlichdenkmal in Gurk in Kärnten, errichtet 1998
- Kudlichdenkmal in St. Marienkirchen bei Schärding in Oberösterreich, errichtet 1998
- Kudlichdenkmal auf Schloss Krastowitz bei Klagenfurt in Kärnten, errichtet 2001
- Kudlich-Gedenkstätten gibt es außerdem in Poysdorf (errichtet 2000 vor der Landwirtschaftlichen Fachschule), Großenzersdorf, Hanfthal, Waidhofen an der Thaya und Wilhelmsburg in Niederösterreich
- Kudlich-Gedenktafeln in Wien (im Innenhof des Palais Niederösterreich, Herrengasse) und in Mürzzuschlag

### Deutschland
- Kudlichdenkmal in Waldkraiburg, errichtet 2000

### USA
- Kudlich-Gedenkstein mit Tafel in Sauk City, Wisconsin

## Bilder von Kudlich-Denkmälern

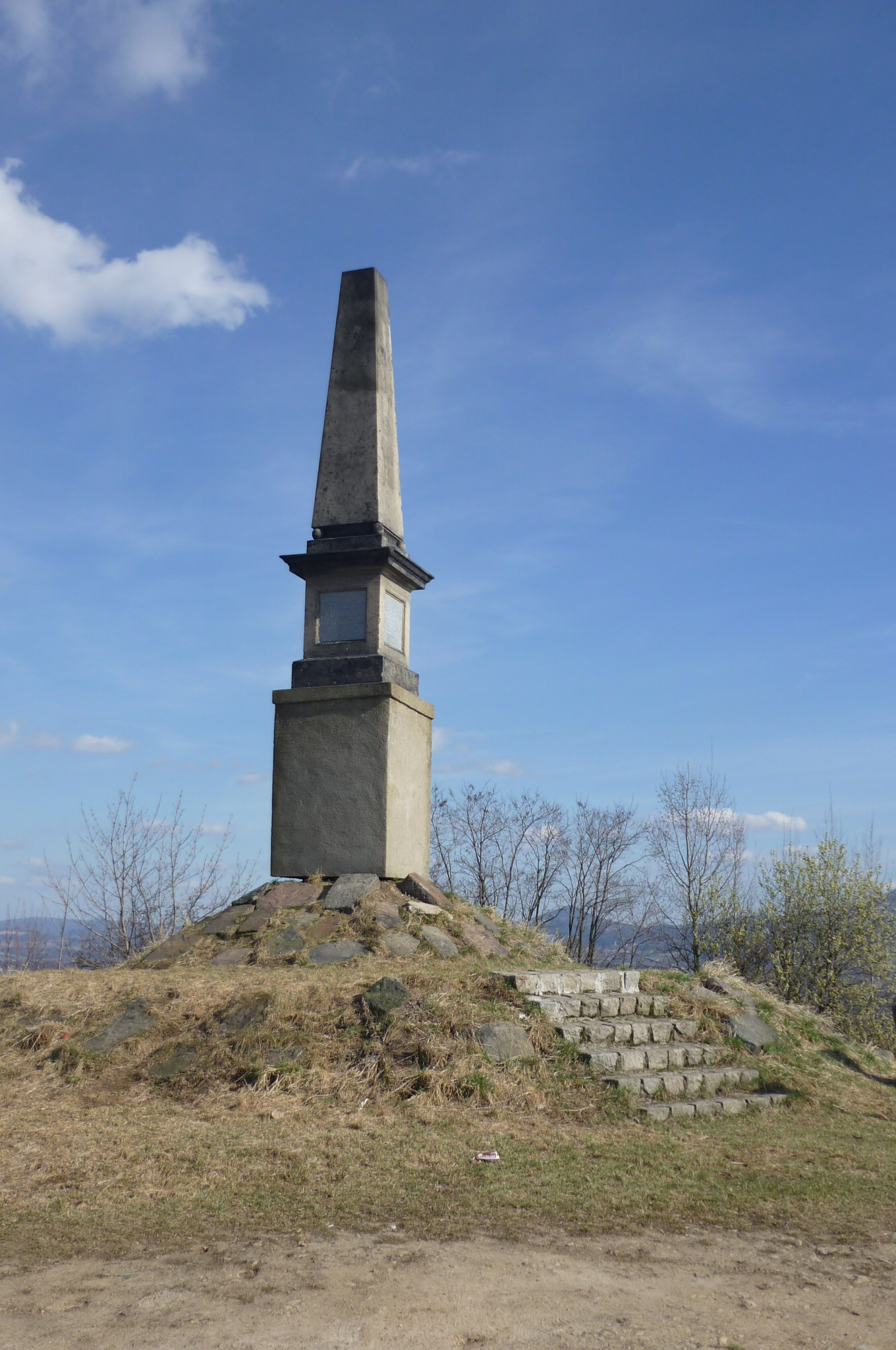
Kudlichdenkmal in Teplitz (Neudörfel)
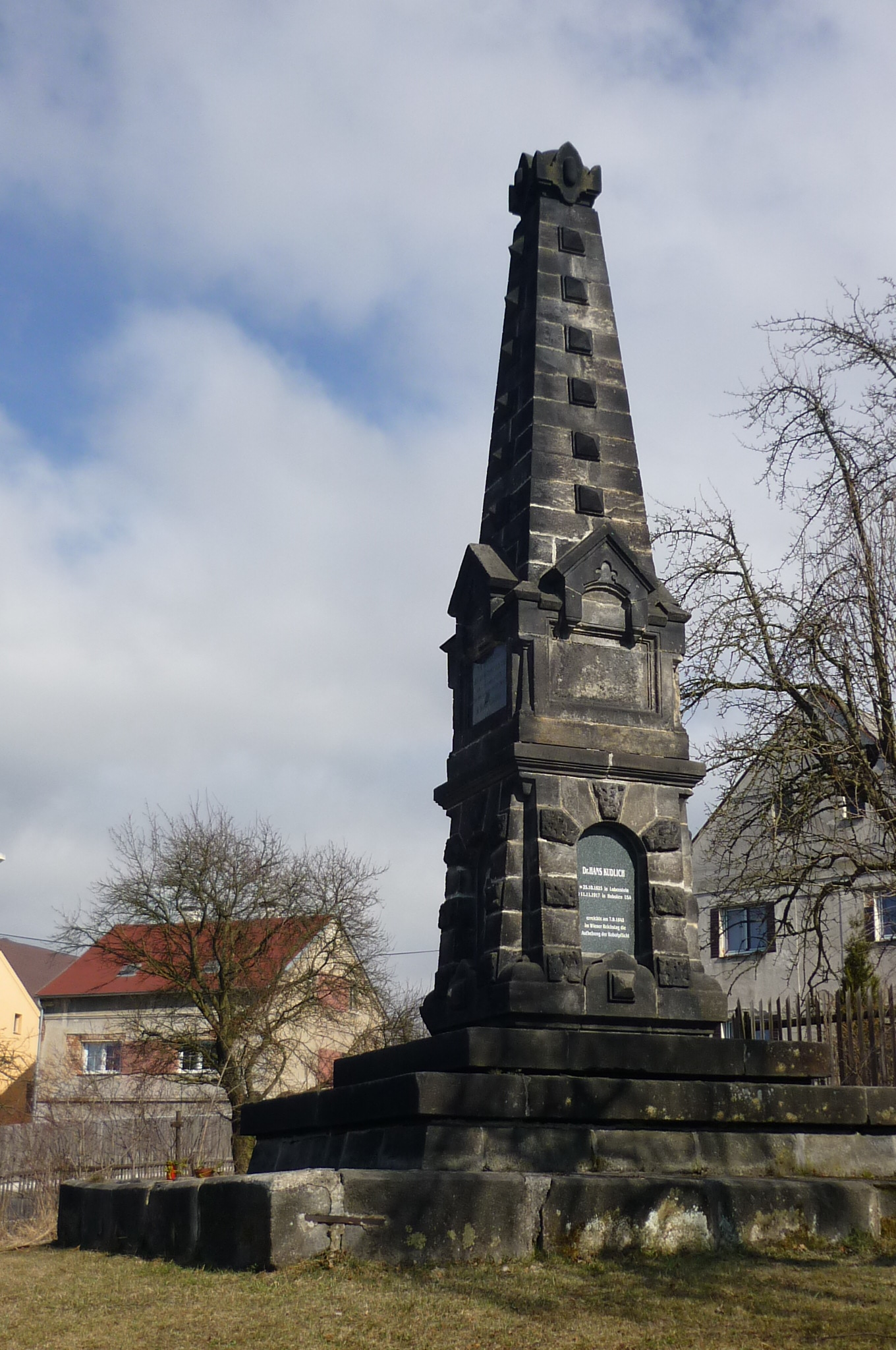
Kudlichdenkmal in Losdorf
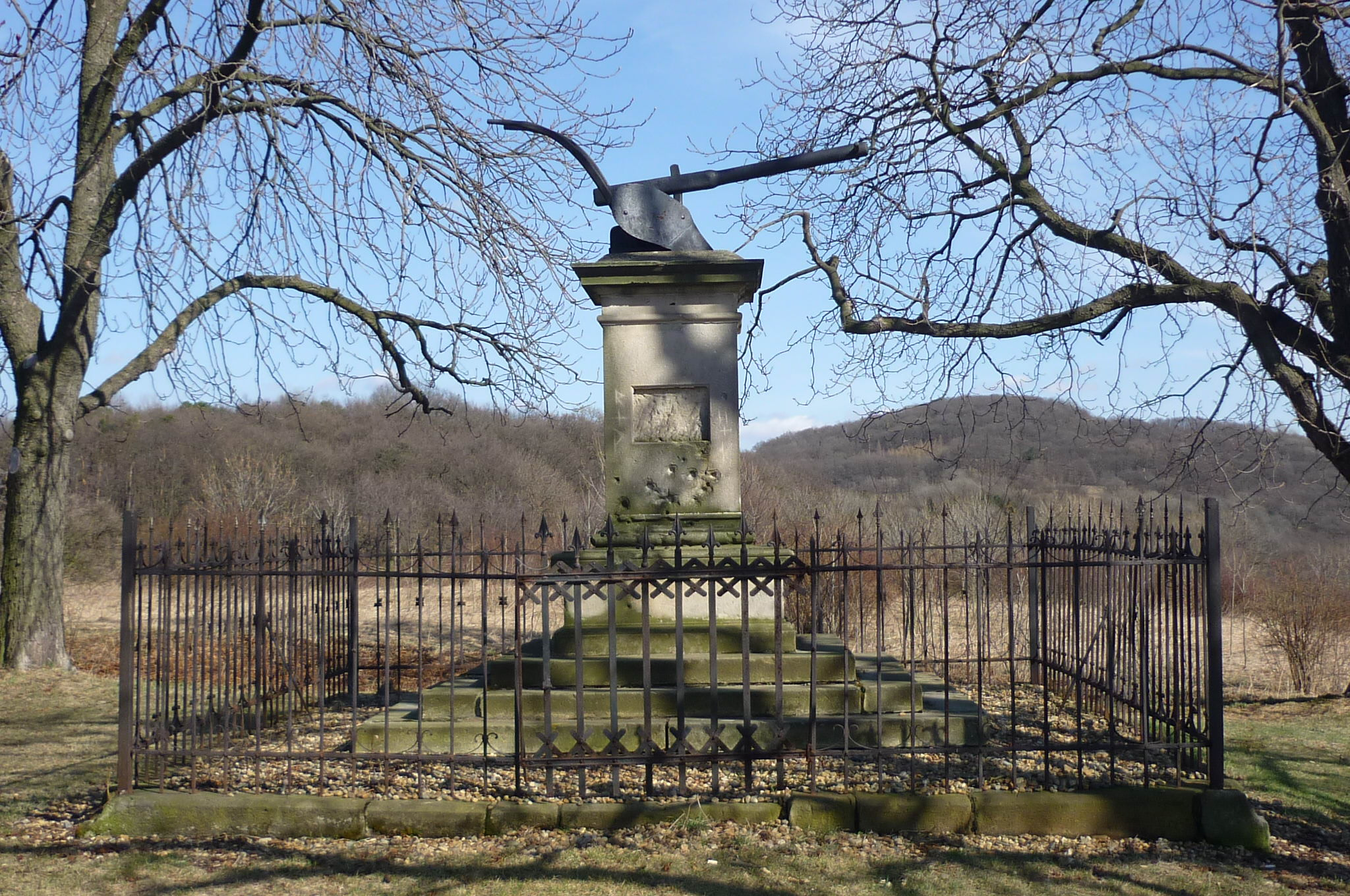
Kudlichdenkmal in Kletschen
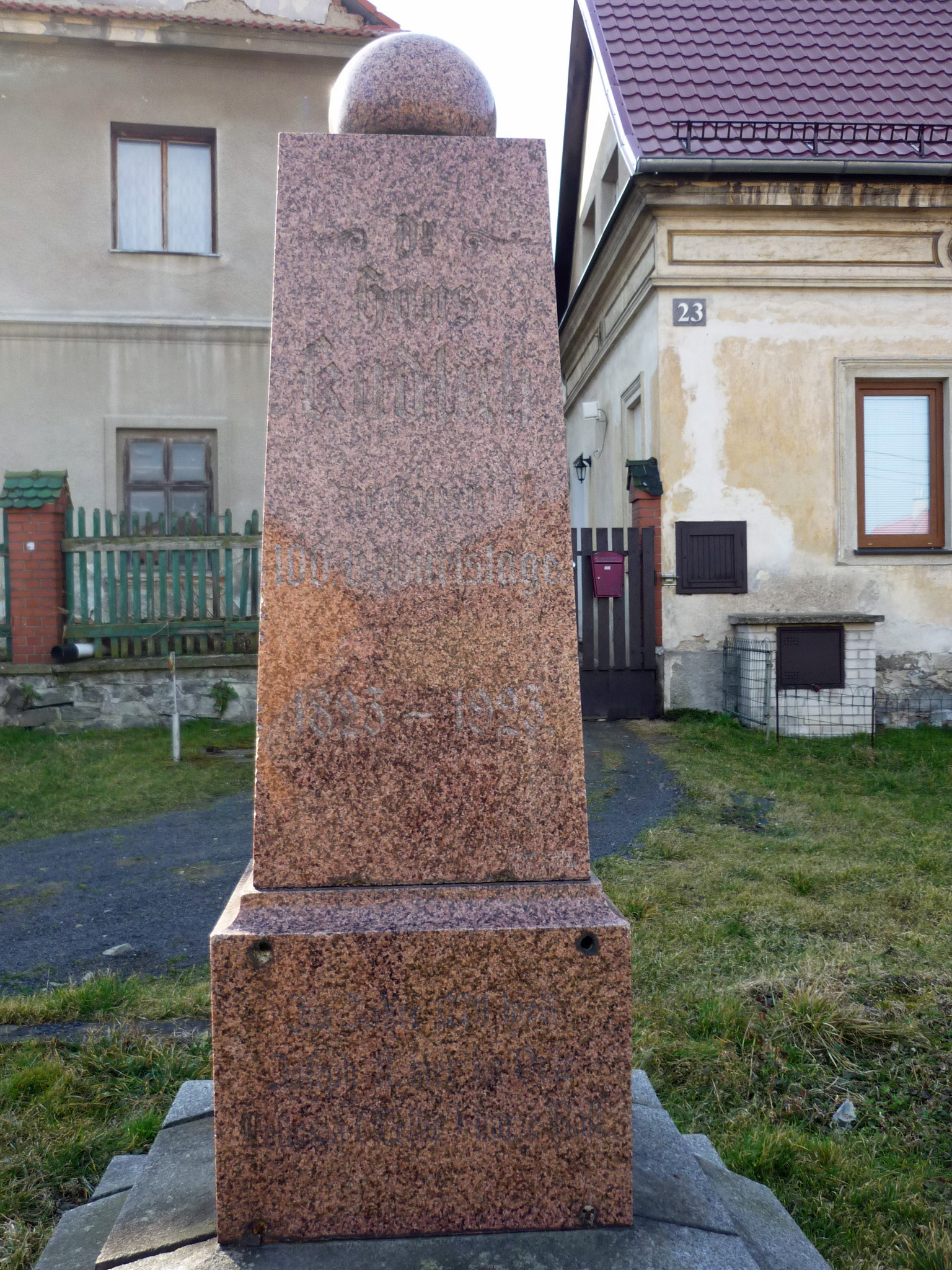
Kudlichdenkmal in Lellowa (Schallan)
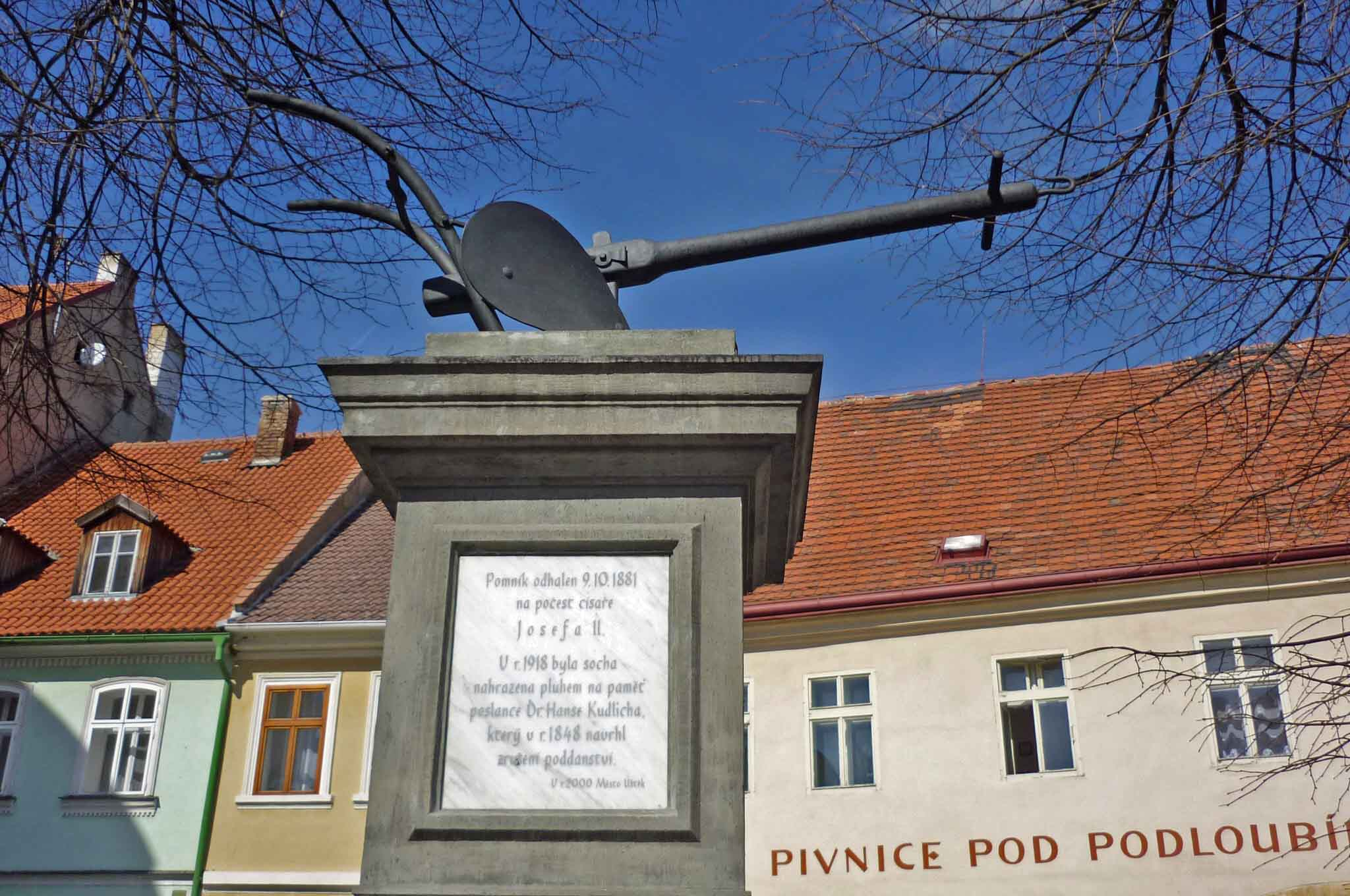
Kudlichdenkmal in Auscha
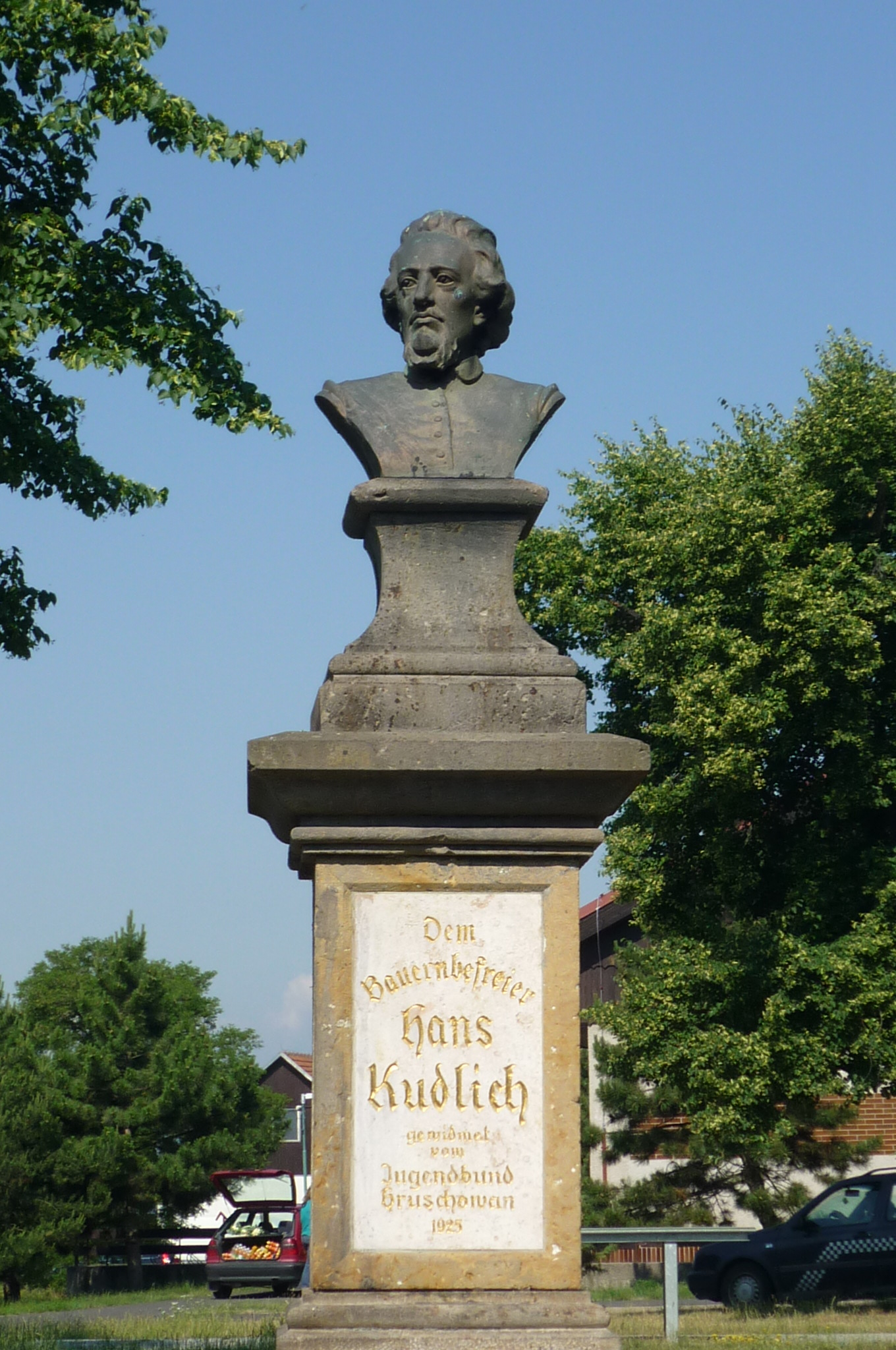
Kudlichdenkmal in Hruschowan
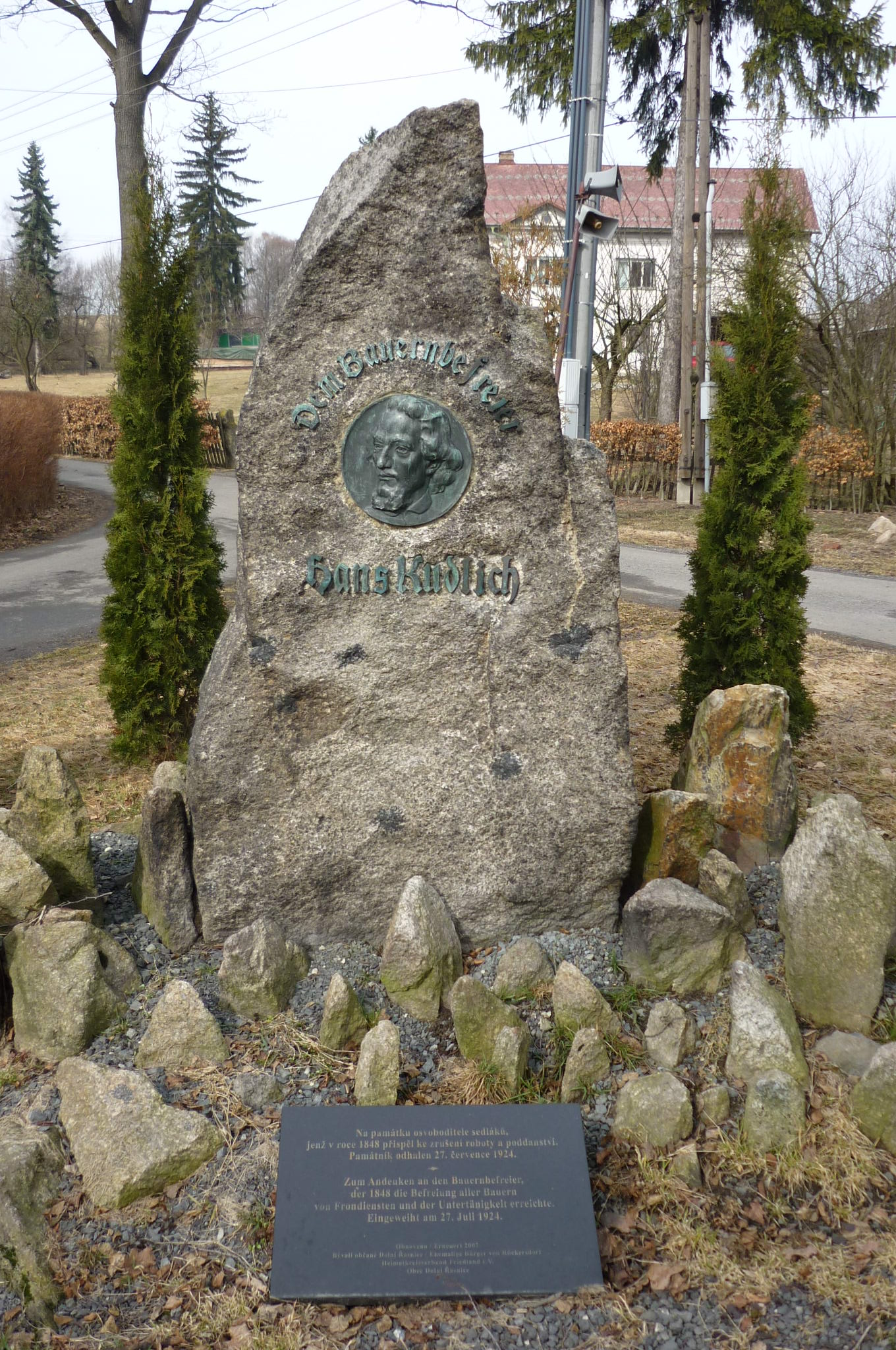
Kudlichdenkmal in Rückersdorf
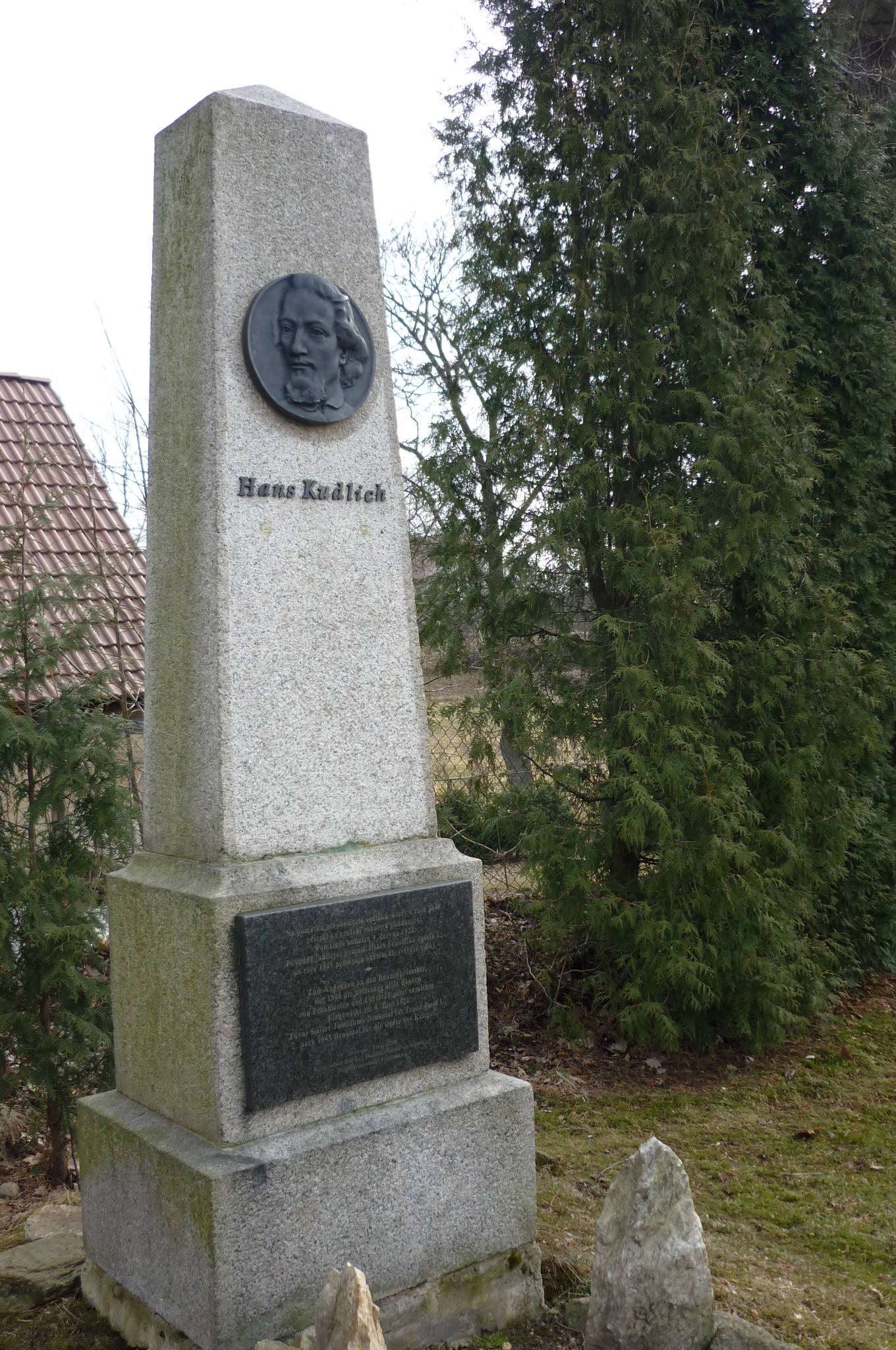
Kudlichdenkmal in Bullendorf
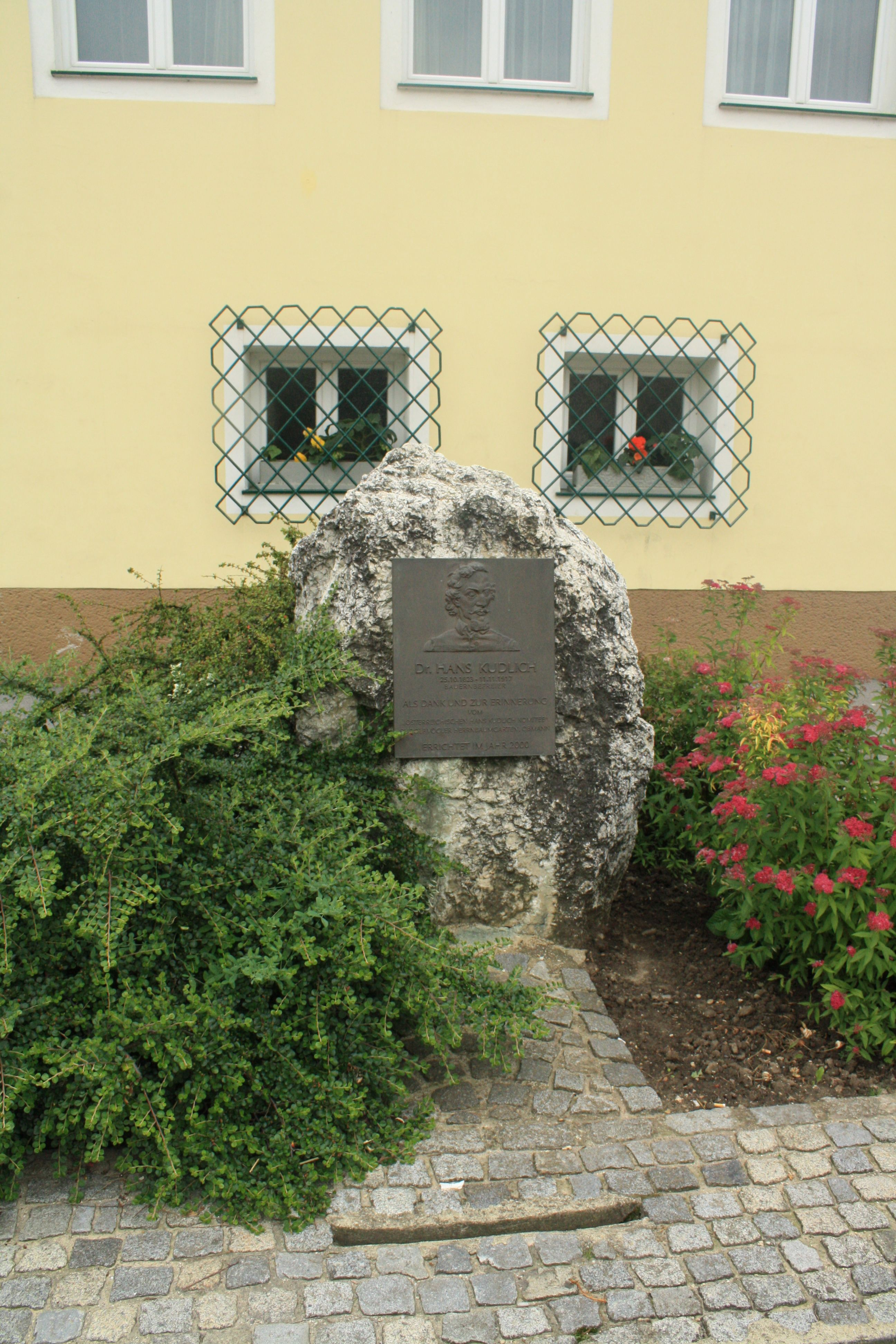
Kudlichdenkmal in Poysdorf
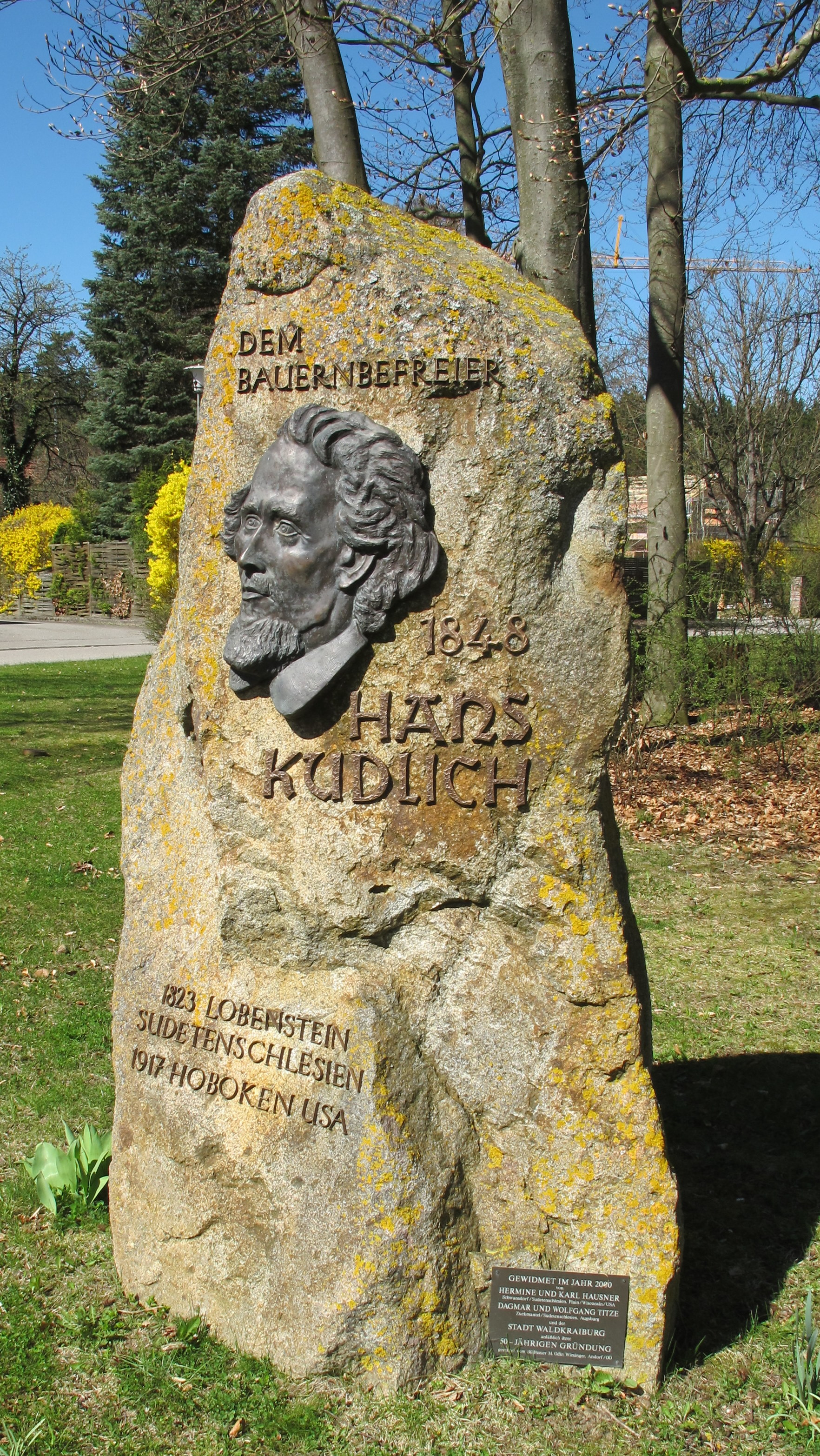
Kudlichdenkmal in Waldkraiburg
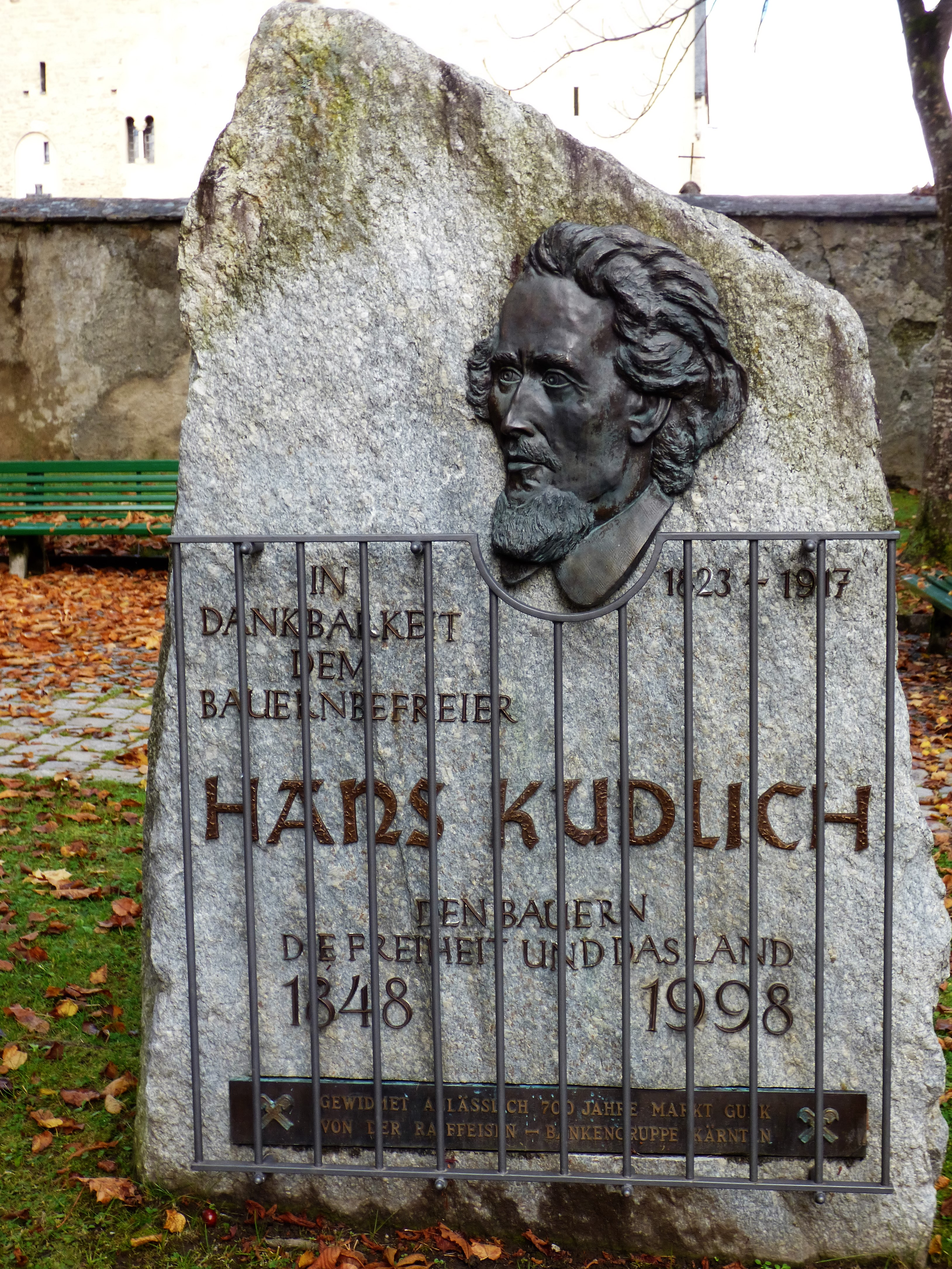
Kudlichdenkmal in Gurk
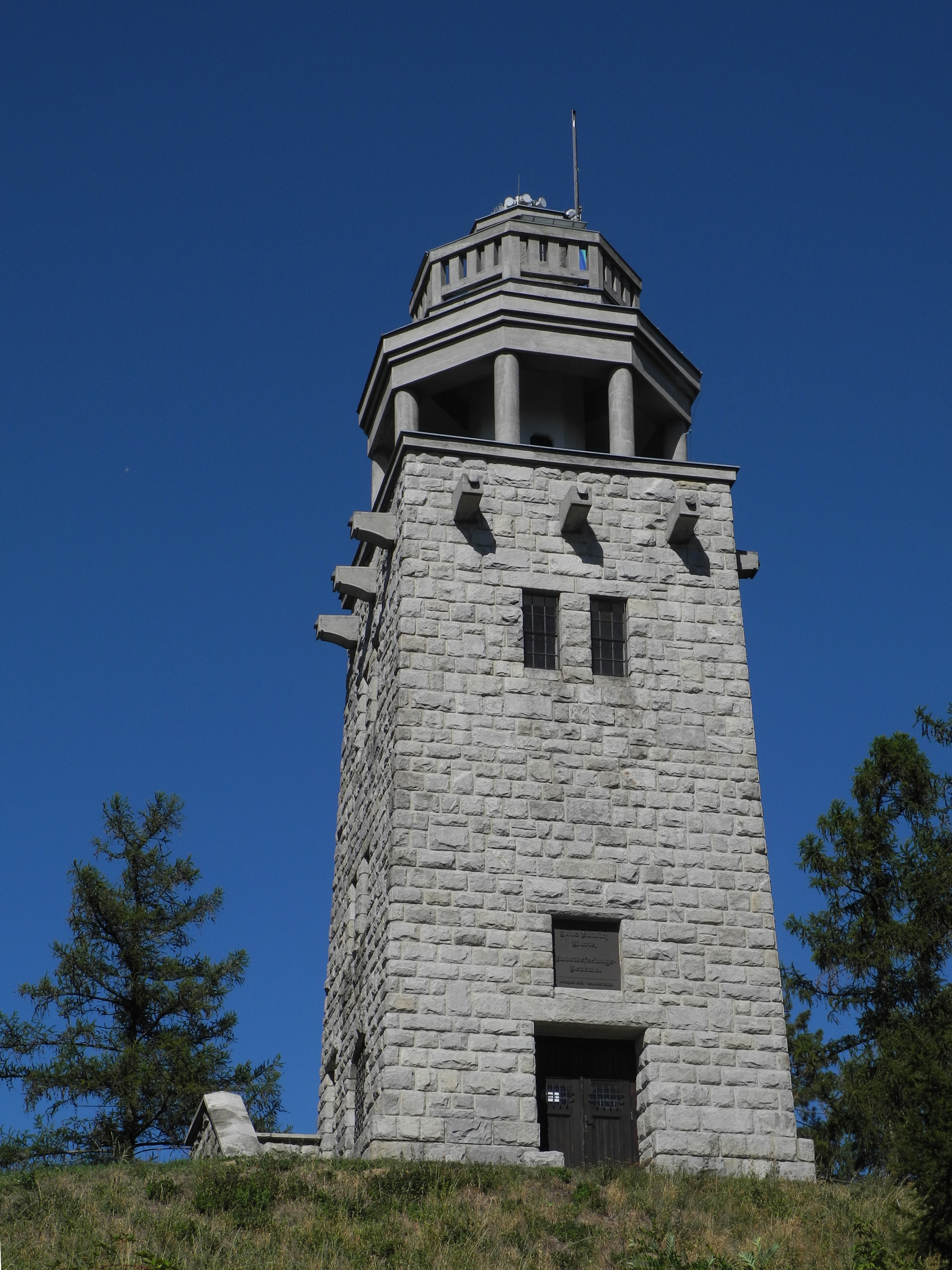
Kudlichwarte in Lobenstein (Úvalno)

Außerdem gibt es einen Aussichtsturm, die Kudlichwarte, auf dem Wachberg / Strážiště (400 m)
in der Nähe seines Geburtsortes Lobenstein bei Jägerndorf (Úvalno) in Mährisch-Schlesien, errichtet 1913, wiedereröffnet im Jahr 2000.